# Честич, Сава-Арангел
Сава-Арангел Честич (нем. Sava-Arangel Čestić; родился 19 февраля 2001, Оффенбах-ам-Майн, Германия) — немецкий и сербский футболист, защитник клуба «Хераклес» и сборной Сербии.

## Футбольная карьера
Сава-Арангел — уроженец города Оффенбах-на-Майне, расположенного в земле Гессен. Начинал заниматься футболом в местных командах Рёзеное и Киккерс. В дальнейшем периодами являлся игроком юношеских команд «Франкфурта», «Шальке 04» и «Кёльна». С сезона 2020/2021 — игрок второй команды «Кёльна». Дебютировал за неё в поединке западной Регионаллиги против «Липпштадта 08», отличившись уже на 11-й минуте своего первого матча на взрослом уровне.
В ноября 2020 года Честич был приглашён в основную команду «Кёльна». Дебютировал за неё 28 ноября 2020 года в матче Бундеслиги против дортмундской «Боруссии». Сава-Арангел вышел на поле в стартовом составе и провёл весь матч. После игры стало известно, что футболист продлил контракт с клубом до июля 2024 года. Всего в дебютном сезоне Сава-Арангел появлялся на поле 11 раз.
Несмотря на то, что Честич родился в Германии, для выступления на уровне юношеских сборных он выбрал сборную Сербии. В июне 2021 года был впервые вызван в сборную Сербии. 7 июня 2021 года Сава-Арангел дебютировал в национальной сборной в товарищеском поединке против сборной Ямайки. Он вышел на поле в стартовом составе и был заменён после перерыва.

## Достижения
«Хераклес»
- Победитель Первого дивизиона Нидерландов: 2022/23[нидерл.]

## Статистика выступлений

### В сборной
| Матчи Честича за сборную Сербии | Матчи Честича за сборную Сербии | Матчи Честича за сборную Сербии       | Матчи Честича за сборную Сербии | Матчи Честича за сборную Сербии | Матчи Честича за сборную Сербии | Матчи Честича за сборную Сербии |
| №                               | Дата                            | Место проведения                      | Оппонент                        | Счёт                            | Голы                            | Соревнование                    |
| ------------------------------- | ------------------------------- | ------------------------------------- | ------------------------------- | ------------------------------- | ------------------------------- | ------------------------------- |
| 1                               | 7 июня 2021                     | «Мики Атлетик Стэдиум», Осака, Япония | Ямайка                          | 1:1                             | −                               | Товарищеский матч               |
| 2                               | 11 июня 2021                    | «Ноевир», Кобе, Япония                | Япония                          | 0:1                             | −                               | Товарищеский матч               |

Итого: 2 матча; 1 ничья, 1 поражение.